# Phrygionis auriferaria
Phrygionis auriferaria är en fjärilsart som beskrevs av George Duryea Hulst 1887. Phrygionis auriferaria ingår i släktet Phrygionis och familjen mätare. Inga underarter finns listade i Catalogue of Life.